# Rắn cắn
Rắn cắn là thuật ngữ đề cập đến những trường hợp con người bị loài rắn tấn công. Thông thường rắn không tấn công con người, trừ khi bị giật mình hay bị thương. Nói chung phần lớn các loài rắn cố gắng tránh tiếp xúc khi đối mặt với con người. Ngoại trừ rắn hổ có thể chủ động tấn công người nhưng trên thực tế, phần lớn các trường hợp bị rắn cắn là do con người chủ động bắt rắn hoặc trêu rắn (vô tình hoặc cố ý làm cho rắn cảm thấy bị đe doạ).

## Tổng quát
Ngoại trừ các loài trăn lớn, các loài rắn không có nọc độc không phải là mối đe dọa đối với người. Những vết cắn của rắn không nọc thường là vô hại do răng của chúng không được thiết kế để xé rách hay gây ra những vết thương sâu, mà là để tóm giữ. Tuy vậy vẫn có khả năng xảy ra tổn thương mô và nhiễm trùng từ những vết do rắn không nọc cắn. Ngược lại, rắn có nọc độc (rắn độc) lại tiềm ẩn nguy hiểm lớn hơn nhiều cho con người, cho dù những ca tử vong do rắn cắn không phải là quá phổ biến. Những vết cắn không dẫn tới tử vong do rắn độc gây ra có thể vẫn dẫn tới hậu quả là phải cắt cụt một phần chân tay.
Trong số khoảng 725 loài rắn có nọc độc trên toàn thế giới thì chỉ khoảng 250 loài có thể giết chết con người chỉ bằng một nhát cắn. Loài rắn hổ lục đầu giáo vàng hiện chưa có báo cáo chính xác về một trường hợp nào mà con người bị loài rắn này cắn, nhưng chúng là loài gây ra cái chết nhiều hơn bất kỳ loài rắn nào khác ở Bắc hay Nam Mỹ. Ludwig Trutnau báo cáo bốn trường hợp bị cắn thì ba trong số đó tử vong. Tỷ lệ tử vong nếu bị rắn hổ lục đầu giáo vàng cắn chỉ là 0,5-3% nếu bệnh nhân được điều trị kịp thời và 7% nếu bệnh nhân không được điều trị. Những ảnh hưởng từ nọc độc của chúng sẽ gây ra sưng, đau đầu, nôn mửa, bầm tím, xuất huyết máu trong nước tiểu, chảy máu đường ruột, suy thận, xuất huyết não và hoại tử nghiêm trọng tại các mô cơ bắp.
Tại Australia trung bình chỉ một lần rắn cắn gây tử vong mỗi năm, nhưng tại Ấn Độ có tới 250.000 lần rắn cắn được ghi nhận trong năm, gây ra tới 50.000 vụ tử vong. Ở Mỹ, có 5,5 người chết ở Mỹ thường khi họ leo núi hoặc cắm trại nhưng bị rắn đuôi chuông cắn. Trong văn hóa, rắn chất liệu cho những bộ phim kinh dị, Hollywood không bao giờ bỏ qua điều này. Trong hầu hết phim về rắn, cuối cùng chiến thằng thuộc về con người. Tuy nhiên cảm giác chiến thắng này không xua tan được nỗi sợ hãi đầy ám ảnh.

## Điều trị
Việc xử lý vết rắn cắn cũng thay đổi tùy theo từng loại vết cắn. Phương pháp thông dụng và hiệu quả nhất là thông qua huyết thanh kháng nọc rắn (antivenom hay antivenin), một loại huyết thanh được chế ra từ nọc rắn. Một số loại antivenom là chuyên biệt theo loài (đơn hóa trị, đặc hiệu) trong khi một số khác được chế ra để sử dụng cho nhiều loài (đa hóa trị).
Chẳng hạn tại Hoa Kỳ, gần như tất cả các loài rắn độc đều là rắn vipe hốc lõm (phân họ Crotalinae trong họ Viperidae), ngoại lệ duy nhất là các loài rắn san hô (các chi Micrurus, Micruroides thuộc họ Elapidae). Để sản xuất antivenom, hỗn hợp nọc của các loài rắn khác nhau như rắn chuông (Crotalus, Sistrurus), rắn đầu đồng (Agkistrodon contortrix) và rắn miệng bông (Agkistrodon spp.) được tiêm vào cơ thể ngựa với liều lượng tăng dần cho tới khi ngựa đạt được miễn dịch.
Sau đó máu được chiết ra từ ngựa đã miễn dịch. Huyết thanh được tách ra để tinh chế tiếp (để loại bỏ các protein ngoại lai) và sấy thăng hoa. Nó được hoàn nguyên với nước cất và trở thành huyết thanh kháng nọc rắn. Vì lý do này mà những người bị dị ứng với ngựa rất dễ bị dị ứng với huyết thanh kháng nọc rắn. Huyết thanh kháng nọc rắn cho những loài nguy hiểm hơn (như mamba (Dendroaspis), taipan (Oxyuranus) và rắn hổ mang (Naja)) được sản xuất theo phương pháp tương tự tại Ấn Độ, Nam Phi và Australia, mặc dù các loại huyết thanh kháng nọc rắn này là đặc hiệu theo loài.
Một người đàn ông 45 tuổi ở Mỹ khẳng định có thể miễn dịch với 100 loài rắn độc khác nhau bằng cách thường xuyên cho các loài rắn độc khác nhau cắn vào tay mình. Ông có niềm đam mê mãnh liệt với loài rắn, đặc biệt các loài rắn độc. Trong nỗ lực để tự xây dựng cho bản thân một khả năng miễn dịch với các loài nọc độc rắn, anh này đã tự tiêm vào tay mình chất độc đã được pha loãng của nhiều loài rắn độc khác nhau, nhằm mục đích chứng minh con người có thể trở nên miễn dịch với chất độc của rắn nếu dần dần làm quen với nọc độc của chúng và sau đó ông đã thử bằng cách để một loài rắn có tên mamba đen, một trong những loài rắn nguy hiểm nhất thế giới cắn mình.

## Xử trí
Sau khi bị rắn độc cắn cần sơ cứu ngay, tiến hành trước khi vận chuyển bệnh nhân đến bệnh viện. Có thể người khác giúp đỡ hoặc do bản thân bệnh nhân tự làm. Vận chuyển bệnh nhân một cách nhanh nhất, an toàn nhất đến cơ sở y tế có điều kiện điều trị thực sự.
- Không để bệnh nhân tự đi lại. Bất động chân, tay bị cắn bằng nẹp (vì vận động làm cho nọc độc xâm nhập vào trong cơ thể nhanh hơn). Cởi bỏ đồ trang sức ở chân, tay bị cắn vì có thể gây chèn ép khi vùng đó bị sưng nề.
- Áp dụng biện pháp băng ép bất động với một số loại rắn hổ (rắn cạp nong, cạp nia, hổ mang chúa, rắn biển và một số giống rắn hổ mang thường): băng ép bất động để làm chậm sự xuất hiện triệu chứng liệt. Không băng ép khi rắn lục cắn vì có thể làm vết thương nặng thêm.
- Vận chuyển bệnh nhân bằng phương tiện đến cơ sở y tế đồng thời duy trì băng ép, bất động. Nếu bệnh nhân khó thở thì hô hấp nhân tạo (hà hơi thổi ngạt hoặc bằng phương tiện y tế có tại chỗ như bóp bóng, máy thở xách tay,..).

Lưu ý tuyệt đối không buộc Garô vì sẽ làm tắc nghẽn hoàn toàn động mạch, gây đau, rất nguy hiểm, chân tay rất dễ bị thiếu máu nguy hiểm. Nhiều trường hợp sau đó phải cắt cụt chân tay vì garô. Không Hút nọc độc vì dễ làm vết thương nặng thêm, không trích, rạch, trâm, chọc tại vùng vết cắn vì có thể gây tổn thương thêm mạch máu, dây thần kinh,...nhiễm trùng nặng thêm.

## Một số vụ việc

### Trúng độc
Đối với các vụ việc do những con rắn gây ra:
- Vụ một con rắn tưởng như đã chết trong chai rượu ngâm ba tháng mới đây nhảy lên, cắn tay một phụ nữ ở tỉnh Hắc Long Giang, Trung Quốc. Một vụ việc tương tự xảy ra năm 2009, khi một cư dân họ Trương ở tỉnh Hồ Bắc, Trung Quốc, bị con rắn đã ngâm rượu hai tháng tấn công và một người dân ở khu tự trị dân tộc Choang Quảng Tây thiệt mạng một ngày sau khi bị rắn từ bình rượu cắn[11]
- Vụ một trẻ em bị hoại tử, chân tay biến dạng do rắn cắn ở Việt Nam[12]
- Vụ Bé trai bị rắn độc vào tận giường cắn ở Bình Dương. Trong lúc bé đang ngủ thì bị rắn cắn vào chân phải, vết cắn sưng, bầm tím. Dù vết cắn khá lớn 3x4cm nhưng các triệu chứng của bệnh không điển hình như những trường hợp rắn cắn. Vết cắn ở chân phải sưng to đến bẹn, vị trí vết cắn khiến bệnh nhi bị nhiễm trùng, rối loạn đông máu, suy hô hấp, mạch nhẹ không bắt được. Tình trạng sức khỏe của bé nguy kịch, nạn nhân rơi vào tình trạng suy hô hấp, lừ đừ, mạch yếu, nguyên nhân được xác định là sốc phản vệ do côn trùng cắn.[13][14]
- Vụ một bé ở Bình Thuận bị rắn cắn vào ngón cái bàn tay phải, người nhà khẳng định là rắn chàm quạp. Vết cắn chảy máu không cầm được, gia đình đã đưa cháu đến thầy rắn để dùng kim và lưỡi lam rạch cho máu độc chảy ra nhưng vết cắn càng sưng to và chảy máu nhiều hơn. Cháu nhập viện sau khi bị rắn cắn 48 giờ, bàn tay phải sưng to, hoại tử, chảy máu, sưng lan đến khuỷu tay, rối loạn đông máu nặng.[15]
- Vụ một bệnh nhi ở Bình Dương bị rắn lục đuôi đỏ cắn gây rối loạn đông máu, nhập viện trong tình trạng chân trái bầm tím, bàn chân sưng to, gót chân bên trái chảy máu không cầm được.[16]
- Vụ một đầu bếp Trung Quốc thiệt mạng sau vết cắn từ phần đầu đứt lìa đến 20 phút của rắn hổ mang mà đầu bếp này đang chế biến món ăn. Sau khi chặt đầu rắn, dọn dẹp, mang đầu rắn ném vào thùng rác nhưng bất ngờ bị cắn, nọc độc nhanh chóng xâm nhập vào người. Đầu rắn cắn rời khỏi thân vẫn có thể cắn và truyền nọc độc.[17]

### Tấn công hàng loạt
Tại Việt Nam năm 2014 diễn ra đợt tấn công trên diện rộng của loài rắn lục đuôi đỏ vào nhiều tỉnh thành.

### Ăn thịt người
Mặc dù loài trăn gấm đủ khỏe để giết người, chúng không được xem là loài động vật nguy hiểm cho con người và trường hợp người bị chúng tấn công rất ít khi xảy ra. Mặc dù loài trăn này rất ít khi tấn công người, tuy nhiên đã có một số trường hợp những con trăn gấm (trong hoang dã và trong điều kiện nuôi nhốt) đã tấn công, giết chết người và thậm chí ăn thịt người.
- Đã từng có ghi nhận về một con trăn lang thang trong rừng đã mò vào một túp lều dựng ở đó và ăn thịt một đứa trẻ.[18]
- Hai vụ trăn ăn thịt người từng xảy ra vào đầu thế kỷ 20 ở Indonesia: vụ thứ nhất 1 thiếu niên 14 tuổi ở Salibabu đã bị một con trăn dài 5,17 m (17 ft) ăn thịt in length. Vụ thứ hai là một người phụ nữ trưởng thành bị "một con trăn gấm lớn" ăn thịt, tuy nhiên không rõ chi tiết như thế nào.[19]
- Franz Werner từng ghi nhận một vụ trăn ăn thịt người ở Myanmar, có thể xảy ra vào đầu thập niên 1910 hay vào năm 1927. Cụ thể, một người thợ kim hoàn tên Maung Chit Chine trong khi đi săn cùng với bạn bè đã bị một con trăn dài 6 m (20 ft.) ăn thịt lúc anh trú mưa trong một lùm cây. Con trăn đã nuốt chân của Maung vào trước, điều này trái với thường lệ là nó nuốt đầu con mồi vào trước, nhưng có lẽ khi nuốt người thì cách này tiện hơn.[20]
- Vào năm 1932, Frank Buck viết về một thiếu niên ở Phillipines bị ăn thịt bởi một con trăn dài 25 ft (7,6 m) nuôi trong nhà. Theo Buck, ban đầu con trăn trốn thoát được, sau đó nó bị bắt được và khi mổ bụng con vật ra, người ta tìm thấy một vật có hình dạng như thi thể một thiếu niên. Sau khi phân tích, thi thể đó chính là con trai của người chủ con trăn.[21]
- Trong cộng đồng người Aeta ở Philipppines, trong vòng 40 năm đã có sáu người bị giết bởi trăn được ghi nhận, cộng thêm 1 người chết vì bị nhiễm trùng do vết trăn cắn.[18]
- Ngày 4 tháng 9 năm 1995, Ee Heng Chuan, một công nhân cạo mủ cao su 29 tuổi sống ở miền Nam bang Johor của Malaysia đã bị cắn bởi một con trăn gấm dài 23 ft (7,0 m) và nặng 300 lb. Cảnh sát đã phải bắn 4 phát súng mới hạ được nó.[22]
- Theo Mark Auliya, thi thể một người Mangya 32 tuổi tên là Lantod Gumiliu đã được tìm thấy trong bụng của một con trăn gấm dài 7 mét (23 foot) ở Mindoro vào tháng 1 năm 1998.
- Ngày 23 tháng 1 năm 2008, một phụ nữ 25 tuổi sống ở Virginia Beach, Virginia được cho là đã bị con trăn gấm dài 13 foot (4,0 m) của mình giết chết. Nguyên nhân cái chết là do ngạt thở, còn con trăn thì được tìm thấy trong phòng ngủ với tình trạng bị kích động.[23]
- Ngày 21 tháng 1 năm 2009, một đứa trẻ 3 tuổi sống tại Las Vegas đã suýt bị bóp chết bởi một con trăn gấm nuôi làm cảnh dài 18 foot (5,5 m). Người mẹ của đứa trẻ - được người chủ con trăn nhờ trông chừng con vật cưng của mình - đã kịp thời cứu sống đứa con của mình khi dùng dao đâm con trăn bị thương. Tuy nhiên, đối với con trăn, vết đâm của người mẹ quá nặng đến mức các bác sĩ không thể cứu sống nó và buộc phải giúp con vật chết không đau đớn.[24]